# Tasziló Festetics
Tasziló Festetics de Tolna, I principe Festetics di Tolna (Vienna, 5 maggio 1850 – Keszthely, 4 maggio 1933), fu un membro della famiglia nobile ungherese dei Festetics.

## Biografia

### Infanzia

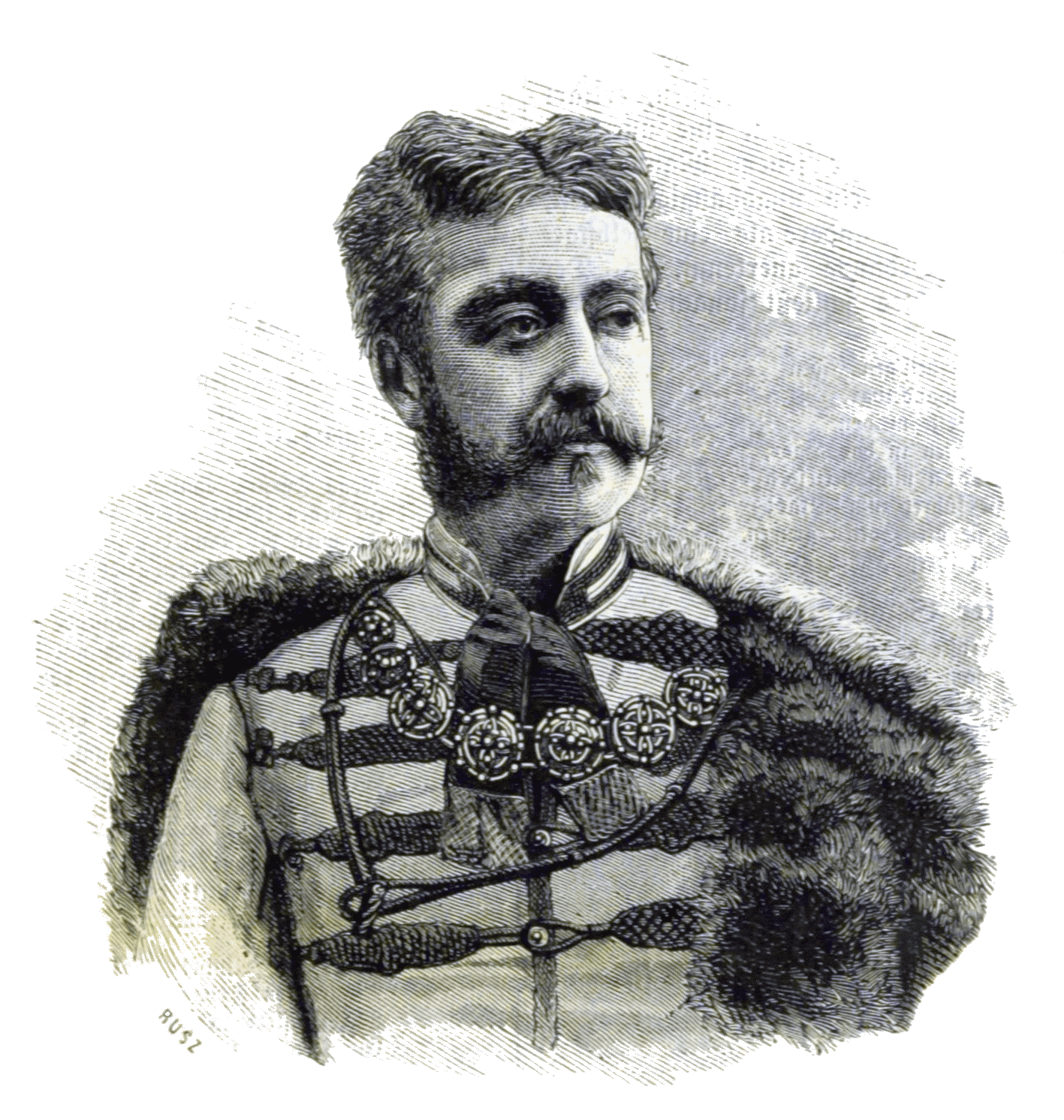
Festetics da ragazzo

Nacque a Vienna, figlio di György Festetics de Tolna, Ministero degli Affari Esteri dell'Ungheria dal 1867 al 1871.

### Matrimonio

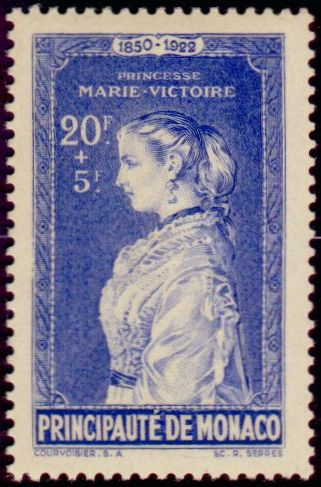
Francobollo raffigurante Maria Vittoria Hamilton

Nel 1880 Festetics sposò Lady Mary Victoria Douglas-Hamilton (11 dicembre 1850, Hamilton Palace – 14 maggio 1922, Budapest), ex moglie di Alberto I, Principe di Monaco. 

### Ultimi anni

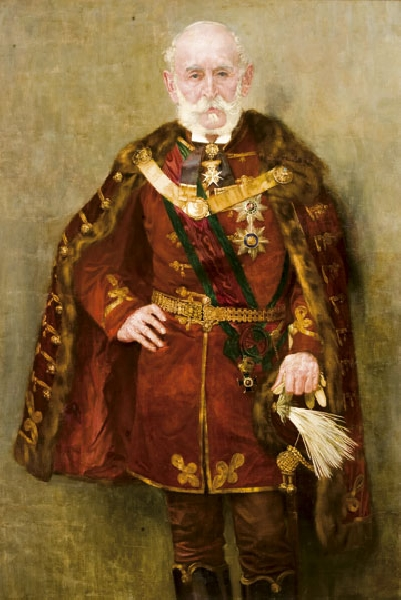
Il Principe Tasziló Festetics de Tolna in tarda età

Il 21 giugno 1911, il Conte Tasziló Festetics de Tolna fu reso Principe con l'appellativo di altezza serenissima (Durchlaucht) da Re Francesco Giuseppe I d'Ungheria. Suo nipote Georg (nato nel 1940) è l'attuale capo della casata. Morì, all'età di 82 anni, nel Palazzo Festetics a Keszthely.

## Discendenza
Festetics e Lady Mary Victoria Douglas-Hamilton ebbero quattro figli:
- Contessa Mária Matild Georgina Festetics de Tolna (24 maggio 1881, Baden-Baden – 2 marzo 1953, Strobl am Wolfgangsee), che sposò il Principe Karl Emil von Fürstenberg. (nonno della Principessa Ira von Fürstenberg, del Principe Egon von Fürstenberg e di Karel Schwarzenberg)
- Principe György Tasziló József Festetics de Tolna (4 settembre 1882, Baden-Baden – 4 agosto 1941, Keszthely); che sposò la Contessa Marie Franziska von Haugwitz.
- Contessa Alexandra Olga Eugénia Festetics de Tolna (1º marzo 1884, Baden-Baden – 23 aprile 1963, Vienna); che sposò prima il Principe Karl von Windisch-Grätz e poi il Principe Erwin zu Hohenlohe-Waldenburg-Schillingsfürst,
- Contessa Karola Friderika Mária Festetics de Tolna (17 gennaio 1888, Vienna — 21 gennaio 1951, Strobl); che sposò il Barone Oskar Gautsch von Frankenthurn.